# 凍 (小説)
『凍』（いて、Frost）は1963年に発表されたトーマス・ベルンハルトのデビュー小説。邦訳は2019年に河出書房新社から池田信雄訳が出版されている。
山間部の寒村・ヴェングを舞台に、研修医の「ぼく」の目を通じて独特の思想を持つ画家シュトラウホの様子を描く。1965年にブレーメン市文学賞を受賞した。

## 内容
ザルツブルク州シュヴァルツァッハ（Schwarzach im Pongau）の病院で研修中の医者である「ぼく」が綴る日記形式。上司である下級医から「山間のヴェング村へ行き、下級医の弟である画家シュトラウホを観察する」という奇妙な依頼を受けるところから始まる。兄弟は20年間会っておらず、12年前から音信すら途絶えていた。
物語は研修医がヴェング村滞在中に書いた27日分の日記と、下級医に宛てた6通の手紙で構成される。手紙に対する下級医の反応は描かれていない。研修医は画家との長い散歩の間に交わした会話や、ヴェング村の住人（旅館の女将、皮剥人、技師など）との会話について報告する。画家との会話の大部分は省略され、その矛盾した言葉だけが直接・間接的に描写される。報告は村での出来事に関する記述も含み、研修医は画家の発言に関する分析とその性格を通じて、画家の自分自身と世界に対する考察を知るようになる。